# Araneus exsertus
Araneus exsertus är en spindelart som beskrevs av William Joseph Rainbow 1904. Araneus exsertus ingår i släktet Araneus och familjen hjulspindlar. Inga underarter finns listade i Catalogue of Life.